# 係数行列
数学の線型代数学の分野における係数行列（けいすうぎょうれつ、英: coefficient matrix）とは、線型方程式の集合における変数の係数からなる行列のことを言う。

## 例
一般的に m 個の線型方程式と n 個の未知変数を含む系は
{\displaystyle a_{11}x_{1}+a_{12}x_{2}+\cdots +a_{1n}x_{n}=b_{1}\,}
{\displaystyle a_{21}x_{1}+a_{22}x_{2}+\cdots +a_{2n}x_{n}=b_{2}\,}
{\displaystyle \quad \vdots \,}
{\displaystyle a_{m1}x_{1}+a_{m2}x_{2}+\cdots +a_{mn}x_{n}=b_{m}\,}
のように書き表される。ただし、{\displaystyle x_{1},x_{2},\dotsc ,x_{n}} は未知変数で、数 {\displaystyle a_{11},a_{12},\dotsc ,a_{mn}} は系の係数である。このとき {\displaystyle a_{ij}} を (i, j)-成分とする m × n 行列
{\displaystyle A={\begin{bmatrix}a_{11}&a_{12}&\cdots &a_{1n}\\a_{21}&a_{22}&\cdots &a_{2n}\\\vdots &\vdots &\ddots &\vdots \\a_{m1}&a_{m2}&\cdots &a_{mn}\end{bmatrix}}}
のことを係数行列という。
さらに数 {\displaystyle b_{1},b_{2},\dotsc ,b_{m}} からなる列 b を最後尾に付け加えた次の m × (n + 1) 行列
{\displaystyle [A,{\boldsymbol {b}}]={\begin{bmatrix}a_{11}&a_{12}&\cdots &a_{1n}&b_{1}\\a_{21}&a_{22}&\cdots &a_{2n}&b_{2}\\\vdots &\vdots &\ddots &\vdots &\vdots \\a_{m1}&a_{m2}&\cdots &a_{mn}&b_{m}\end{bmatrix}}}
のことを拡大係数行列（augmented coefficient matrix）という。